# Josune Escota Bisbal
Josune Escota Bisbal (Durango, Vizcaya, 1970) es abogada. Está especializada en familia, violencia de género y gestión de conflictos. Es tenienta de alcaldía del Partido Nacionalista Vasco y portavozdesde el 17 de junio de 2023, en el  ayuntamiento  de Durango. En julio de 2023 fue nombrada diputada al Parlamento Vasco y recibió las credenciales para ejercer como diputada hasta el final de esta legislatura.

## Biografía
Josune Escota nació en una familia nacionalista. Su abuelo fue gudari en el batallón Arana Goiri.
En 1993 se licenció en Derecho en la Facultad de Derecho de la  Universidad de Deusto y obtuvo a su vez la licenciatura en estudios cooperativos. Su vocación es ayudar a las personas y el derecho es la herramienta que utiliza para lograr este objetivo.
En 2010 hizo el Máster en gestión integral de conflictos y promoción de la convivencia, en la  Universidad Autónoma de Barcelona.

### Trayectoria profesional
Es colegiada del Ilustre Colegio de Abogados de Bizkaia como abogada desde el 30 de junio de 1994.
Desde 2004 es abogada multidisciplinar. Trabaja como abogada y suele actuar como mediadora en casos de violencia familiar y de género así como en empresas. Durante varios años fue abogada del Servicio de Orientación Jurídica de la Mujer de la Comunidad Merindad de Durango.

### Trayectoria política
En las elecciones municipales de 2019 fue elegida concejala del Ayuntamiento de Durango, así como presidenta del Comité Organizador Regional de la Mancomunidad del ayuntamiento de Durango del 17 de junio de 2023. Es tenienta de alcaldía y portavoz del Partido Nacionalismo Vasco. Fue nombrada diputada al Parlamento Vasco en julio de 2023 y recibió las credenciales para ejercer como diputada hasta el final de esta legislatura. 

## Vida personal
Está casada y tiene una hija un hijo. Una de sus aficiones es  esquiar porque aúna tres de sus aficiones favoritas: ejercicio físico, montañismo y familia. También es una apasionada de la lectura